# Servette Hockey Club
 (août 2022).
Si vous disposez d'ouvrages ou d'articles de référence ou si vous connaissez des sites web de qualité traitant du thème abordé ici, merci de compléter l'article en donnant les références utiles à sa vérifiabilité et en les liant à la section « Notes et références ».
Ne pas confondre avec Genève-Servette Hockey Club, un club de hockey sur glace professionnel de la ville de Genève, en Suisse.
Pour les articles homonymes, voir Servette (homonymie).
Maillots
Dernière mise à jour : 6 juillet 2017.
Le Servette Hockey Club (Servette HC, abrégé Servette ou SHC) est un club de hockey sur gazon de la ville de Genève, en Suisse. Sa première équipe masculine évolue en Ligue nationale A (LNA).
Le Servette HC aurait été fondé en 1911 selon certains anciens documents. Cependant, la presse de l'époque semble démentir cette affirmation. Les archives du club ayant disparu, les sources sur le début du hockey sur gazon genevois sont lacunaires.

## Histoire

### Les débuts
Le 20 mars 1890, Paul Ackermann crée une société dans le quartier de la Servette, où il réside, à la suite d'un voyage de son père en Angleterre qui lui offre un ballon ovale à son retour. Paul Ackermann réunit 17 amis, qui deviennent membres de la société, afin de jouer au rugby.
En 1899, Servette affronte l'équipe de Lyon sur la Plaine de Plainpalais devant une foule estimée à 3 000 spectateurs. À la suite de cette rencontre, qui s'est conclue sur une défaite 3-11 des Genevois, le capitaine F.-J. Dégérine, qui joue également au football dans un autre club, propose la création d'une section de football. Les membres acceptent et Servette rejoint l'Association suisse de football en 1900.
Servette se développe alors comme un club omnisports. En Suisse, seul Grasshopper Club Zurich tient la comparaison. Après le rugby et le football, d'autres sections sont fondées, dont celle du hockey sur gazon.
Le premier match répertorié à Genève date du 4 décembre 1902 et s'est déroulé sur le terrain de la Garance, à Grange-Canal. Il s'agit d'une rencontre féminine entre le Geneva Ladies Hockey-Club et le Lausanne Hockey-Club.
Le vendredi 9 avril 1909, un match de hockey a lieu entre Servette, « qui vient de constituer un team » et le Hockey-Club Lausannois, équipe mixte formée de gentlemen et de ladies britanniques. La presse annonce la victoire des Lausannois par 2 buts à 0. Rien n'indique formellement qu'il s'agit de hockey sur gazon, les hockey sur glace et sur roulettes étant en effet déjà pratiqués à cette époque.
Au printemps 1910, il est fait mention de « hockey sur terrain » lors de la création du Rovers Hockey-Club. L'un des premiers matchs de hockey sur gazon en Suisse a lieu le dimanche 18 juin sur le terrain de la Pontaise entre le Rovers HC et l'équipe de Montriond-Sports, ancêtre du Lausanne-Sports. Ce match est remporté par les genevois sur le score de un à zéro, grâce à un but de Louis Joset.
À cette époque, il est difficile de trouver des adversaires, le Rovers HC ne dispute ainsi que trois matchs durant la saison 1911-1912 :
- 24 décembre 1911, à Genève : Rovers HC - FC Lyon 2-2
- 11 février 1912, à Lyon : FC Lyon - Rovers HC 2-1
- 14 avril 1912, à Bâle : HC Bâle - Rovers HC 4-3

Durant l'été 1912, quelques membres du Rovers HC demandent officiellement l'admission du hockey sur gazon au sein du club grenat.
Avec le début de la Première Guerre mondiale en août 1914, la tentative de créer un championnat national de hockey dur gazon est remise à plus tard.

### Âge d'or
Au sortir de la Première Guerre mondiale, dès septembre 1919, les entraînements reprennent au Parc des Sports des Charmilles. Les dirigeants genevois, en collaboration avec leurs homologues bâlois et zurichois, fondent la ligue suisse de hockey sur terre le 7 décembre 1919. Celle-ci organise un premier championnat qui a lieu sous la forme d'un tournoi à Berne, les 15 et 16 mai 1920. Six équipes y participent : le HC Bâle, le Berner LHC, le Kickers Lucerne, le Servette HC, les Young Boys et le FC Zurich. Les Young Boys remportent ce premier championnat de Suisse de l'histoire.
En 1928, le championnat national se dispute en deux phases : une première régionale désignant trois champions régionaux qui se qualifient pour les finales où se joue le titre de champion national. Cette saison-là, Grasshopper Club Zurich (Suisse orientale), Nordstern Bâle (Suisse centrale) et Servette (Suisse romande) s'y retrouve. Le premier match, qui oppose les Bâlois et les Zurichois, se solde par un match nul. Le dimanche 22 avril, les Grenats affrontent les doubles tenants du titre Grasshopper à Zurich et s'imposent un à zéro. Le dimanche suivant, les Servettiens peuvent se contenter d'un match nul face à Nordstern pour remporter le titre. Les Grenats s'imposent deux buts à un après avoir été mené au score et s'offrent leur premier titre de champion de Suisse de hockey sur terre.

### Retour dans le rang
Après son titre de 1928, Servette voit le Stade Lausanne s'imposer comme le club romand de référence en s'adjugeant tous les titres romands entre 1929 à 1938. En mai 1937, le club grenat compte 40 membres, dont 33 qualifiés pour le championnat.
En septembre 1939, le Conseil fédéral ordonne la mobilisation générale. Un demi-million de citoyens sont appelés sous les drapeaux. Les clubs de hockey ont alors de grandes difficultés à aligner des équipes complètes et la Ligue suisse décide d'interrompre toutes les compétitions.
À la fin de la guerre, la situation du Servette est critique. En 1946, le club ne compte plus que 16 membres qualifiés pour le championnat.
Au printemps 1952, une équipe de juniors est créée.
Dans les années 1970, le Servette HC structure son mouvement junior et, en 1971, le club crée une section féminine.

### Résurrection
En 1993, le club, alors en ligue nationale B, se qualifie pour sa première finale de coupe de Suisse et s'incline 1-0 face au Lausanne Sports.
En 1994, l'instabilité dans l'effectif de la section féminine pousse le club à retirer l'équipe du championnat
Dans les années 2000, les juniors du club remportent un nombre important de titres nationaux

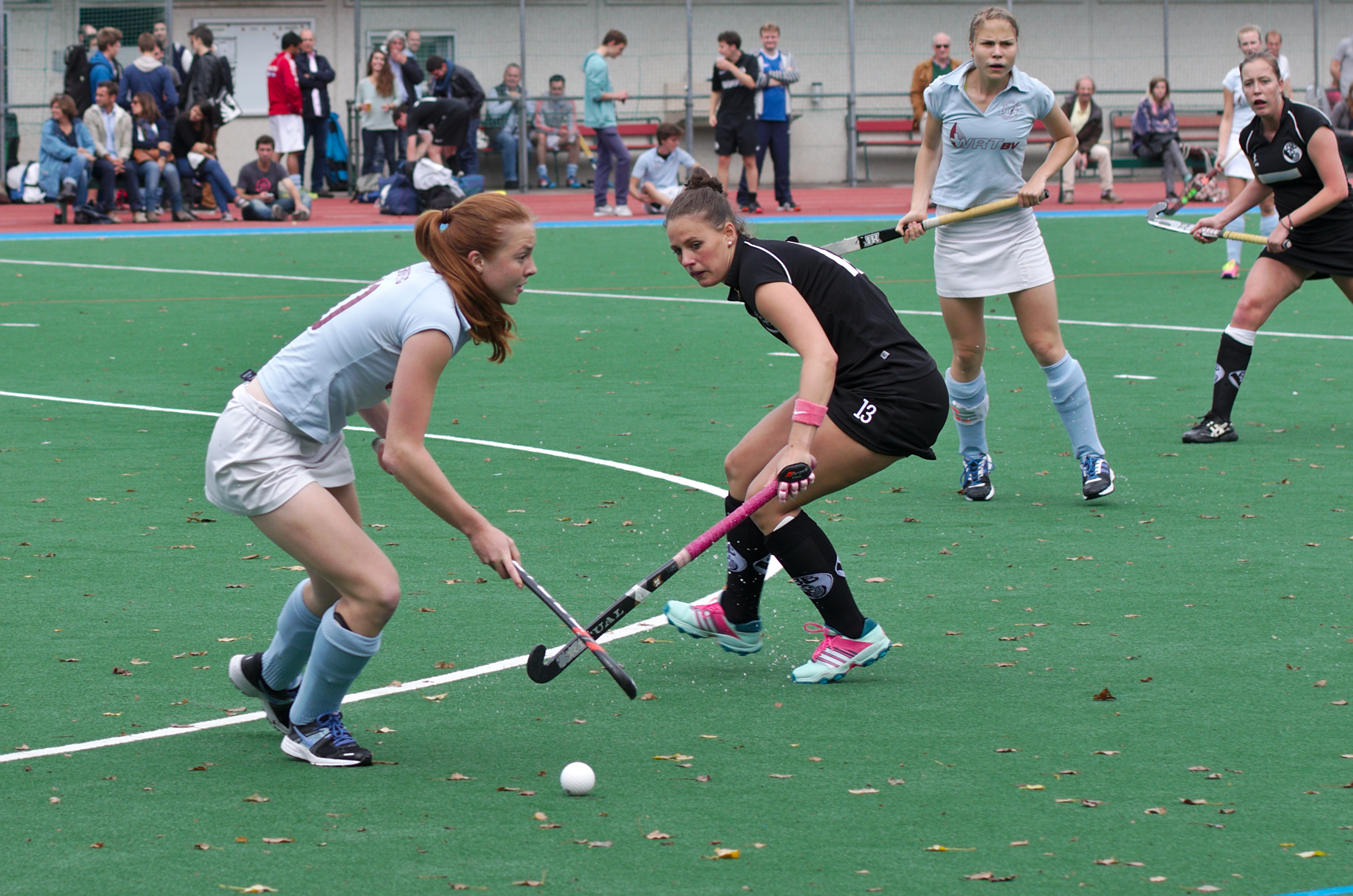
Les sœurs Hyvärinen, symbole du renouveau de l'équipe féminine, lors d'un derby face aux Black Boys en 2014.

En mai 2010, Servette remporte sa première coupe de Suisse (pour sa quatrième finale depuis 1993) en dominant trois buts à un son rival cantonal Black Boys HC en finale.
En septembre 2010, Servette inscrit pour la première fois depuis plus de vingt ans une équipe dames en Ligue Nationale. Le club engage un entraîneur à cet effet, le Nord-Irlandais Jordan McKee.

### Nouvel âge d'or
En 2011, l'équipe masculine remporte le EuroHockey Club Challenge I à Lousada au Portugal.
En 2012, l'équipe masculine remporte sa deuxième coupe de Suisse puis, en 2014, son premier titre de ligue nationale A.
En 2016, l'équipe masculine remporte pour la troisième fois la coupe de Suisse en dominant le HC Olten cinq à un après prolongation en finale à Richemont.
En 2017, l'équipe masculine remporte le EuroHockey Club Challenge II à Gibraltar .

## Structures du club

### Identité et image

#### Maillot
| Sponsors  | Sponsors        | Sponsors                    | Sponsors |
| Période   | Équipementier   | Messieurs                   | Dames    |
| --------- | --------------- | --------------------------- | -------- |
| 1965-1975 | Le Coq sportif  | Aucun                       | Aucun    |
| 1975-1982 | Adidas          | Aucun                       | Aucun    |
| 1982-1987 | Patrick         | Aucun                       | Aucun    |
| 1987-1988 | Patrick         | Henniez                     | Aucun    |
| 1988-1992 | Patrick         | Aucun                       | Aucun    |
| 1992-1993 | Inconnu         | Placette                    | Aucun    |
| 1993-2000 | Inconnu         | Aucun                       | Aucun    |
| 2000-2008 | Inconnu         | Banque Edmond de Rothschild | Aucun    |
| 2008-2011 | TK              | Banque Edmond de Rothschild | Aucun    |
| 2011-2014 | Reece Australia | Banque Edmond de Rothschild | Aucun    |
| 2014-2015 | Reece Australia | SOCAR                       | WRT BV   |
| 2015-2016 | Reece Australia | Phystech Ventures           | WRT BV   |
| 2016-2019 | Reece Australia | Acronis (en)                | WRT BV   |

À domicile, les couleurs traditionnelles du Servette sont un maillot grenat, un short blanc et des chaussettes grenat. À l'extérieur, les couleurs traditionnelles du Servette sont un maillot bleu ciel, un short grenat et des chaussettes bleu ciel.
Dans les années huitante, l'air du temps est aussi celui de l'argent. Le sponsoring arrive et dès le début de la décennie l'équipe de football professionnelle de Servette arbore pour la première fois de sa longue histoire de la publicité sur ses maillots. En 1987, Roger Cohannier, ancien président mythique du grand Servette FC et devenu président du Servette-Club offre un sponsor pour les maillots de la section de hockey sur gazon. Pour la première fois de son histoire, le Servette Hockey sur Terre portera de la publicité sur ses maillots.

#### Blason
Le premier blason, en 1911, est un dessin simple qui consiste en un S blanc sur fond grenat, dans un cercle dont le contour était également blanc.

Historique des logos du Servette Hockey Club
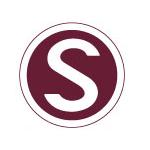
1911

### Infrastructures

#### Stades
Lorsque le Servette est fondé en 1911, il bénéficie grandement de faire partie d'un club de football et de rugby qui, le 31 mars 1901, inaugure son propre stade, le Parc des Sports, dans le quartier des Charmilles. Les hockeyeurs du club grenat jusqu'à la fin de la deuxième guerre mondiale, à l'exception de la saison 1929-1930 en raison des travaux pour le nouveau stade des Charmilles.
Après la Seconde Guerre mondiale, la nécessité de construire un terrain spécifique pour le hockey sur gazon devient prioritaire en raison de la mauvaise qualité du terrain partagé avec les footballeurs et les rugbymen. Il est décidé de construire un terrain de hockey dans le quartier des Eaux-Vives. Le Stade de Richemont, dont les travaux débutent en mai 1946 et se terminent en 1948, est utilisé par Black Boys et Urania Genève Sport (UGS).
Le Servette HC n'obtient son premier véritable terrain de hockey qu'en 1955 au Centre sportif du Bout-du-Monde (en) à Champel.
À la suite de la Fête fédérale de gymnastique de 1978, le Servette HC obtient un nouveau terrain, dans un premier temps en terre battue puis en gazon naturel en 1981.
En 1984, le nouveau stade de Richemont, doté d'un gazon synthétique, est inauguré et accueille le Servette HC en plus des Black Boys et d'UGS qui l'occupaient déjà. Il s'agit du deuxième terrain synthétique de hockey du pays, après celui de Lucerne.

## Palmarès

### Titres et trophées
En 2011, la fédération européenne de hockey décerne au Servette HC le trophée de EuroHockey Club of the Year 2010 (club européen de hockey de l'année 2010). Cette récompense, décernée sur concours, a pour but de mettre en valeur le travail réalisé par les clubs, tant pour les joueurs élites que pour les juniors et amateurs de hockey-loisir. Le Servette HC a également pu faire valoir le développement de l’arbitrage en tant que priorité et les valeurs défendues telles que la solidarité, le fair-play ou le respect de l'autre.
En 2015, la première équipe masculine est élue équipe élite de l'année 2014 par la ville de Genève,.

#### Compétitions officielles
| Compétitions nationales | Compétitions internationales |
| --- | --- |
| Compétitions gazon - LNA (1) - Champion : 2014. - Vice-champion : 2012 , 2015 , 2016 , 2017, 2018, 2021 - LNB (3) - Champion : 1976, 1987, 2004. - Coupe de Suisse (3) - Vainqueur : 2010 , 2012, 2016. - Finaliste : 1993, 2003, 2006, 2008, 2009, 2013. Anciennes compétitions gazon - Série A (1) - Champion : 1928. - Série B (3) - Champion : 1924, 1926, 1930. - Vice-champion : 1971, 1972. Compétitions salle - LNA (0) - Vice-champion : 2006. - LNB (4) - Champion : 1982, 1983, 2002, 2022. | Compétitions gazon - EuroHockey Club Challenge I Men (1) - Vainqueur : 2011. - EuroHockey Club Challenge II Men (1) - Vainqueur : 2017. |

| Compétitions nationales | Compétitions internationales |
| --- | ---------------------------- |
| Compétitions gazon - LNB (5) - Champion : 1978, 1979, 2012, 2017, 2023. Anciennes compétitions gazon - Série B (1) - Champion : 1972. Compétitions salle - LNB (1) - Champion : 2017. - Vice-champion : 2022. | Compétitions gazon           |

### Parcours européens
| Compétition                  | Type  | Années                             | Participations | Matchs | Victoires | Nuls | Défaites | Buts pour | Buts contre |
| ---------------------------- | ----- | ---------------------------------- | -------------- | ------ | --------- | ---- | -------- | --------- | ----------- |
| EuroHockey Club Challenge I  | Gazon | 2011, 2013, 2015, 2016, 2018, 2019 | 6              | 24     | 8         | 6    | 10       | 60        | 56          |
| EuroHockey Club Challenge II | Gazon | 2017                               | 1              | 3      | 2         | 1    | 0        | 14        | 6           |
| EuroHockey Cup Winner Trophy | Gazon | 2004                               | 1              | 4      | 2         | 0    | 2        | 14        | 12          |
| TOTAL                        |       |                                    | 8              | 31     | 12        | 7    | 12       | 88        | 74          |

Statistiques au 12 juin 2019.

## Personnalités du club

### Présidents
| N° | Pays | Nom                  | Période   |
| -- | ---- | -------------------- | --------- |
| 1  |      | ...                  | 1911-1918 |
| 2  |      | René Hermann         | 1919-1920 |
| 3  |      | Charles Ducret       | 1920-1921 |
| 4  |      | Albert Croset        | 1921-1923 |
| 5  |      | Edmond Siegrist      | 1923-1926 |
| 6  |      | Jules Perrin         | 1926-1930 |
| 7  |      | René Hermann         | 1934-1938 |
| 8  |      | Albert Demaurex      | 1938-1945 |
| 9  |      | Marcel Véron         | 1945-1952 |
| 10 |      | Robert J. Baumann    | 1952-1954 |
| 11 |      | Jean-François Martin | 1954-1957 |
| 12 |      | John Beauverd        | 1957-1958 |

| N° | Pays | Nom                   | Période   |
| -- | ---- | --------------------- | --------- |
| 13 |      | Jean-François Martin  | 1958-1959 |
| 14 |      | Henri Siegrist        | 1959-1963 |
| 15 |      | Raymond Walther       | 1963-1967 |
| 16 |      | Jean Véron            | 1967-1968 |
| 17 |      | Jean-François Martin  | 1968-1969 |
| 18 |      | Jean Véron            | 1969-1972 |
| 19 |      | Jean-François Cottier | 1972-1974 |
| 20 |      | Lucien Rey            | 1974-1976 |
| 21 |      | François Moser        | 1976-1979 |
| 22 |      | Paul Keiser           | 1979-1981 |
| 23 |      | Alain Michel          | 1982      |
| 24 |      | Raymond Walther       | 1983-1985 |

| N° | Pays | Nom                                                                   | Période   |
| -- | ---- | --------------------------------------------------------------------- | --------- |
| 25 |      | Jean-Charles Rey                                                      | 1986-1990 |
| 26 |      | Frédéric Walther                                                      | 1991-1992 |
| 27 |      | Eric Doelker, Jean-Charles Rey et Jean-Jacques Martin (co-présidents) | 1993-1994 |
| 28 |      | Xavier Burdet                                                         | 1995-2001 |
| 29 |      | Nicolas Gisin                                                         | 2001-2015 |
| 30 |      | Pierre Charles                                                        | 2015-2016 |
| 31 |      | Erik Mudde                                                            | 2016-     |

### Entraîneurs
| N° | Pays | Nom                        | Période     |
| -- | ---- | -------------------------- | ----------- |
| 1  |      | Jean-Charles Rey           | 1966-1970   |
| 2  |      | Paul Keiser                | 1971-1975   |
| 3  |      | John O'Keefe               | 1975-1981   |
| 4  |      | Paul Keiser                | 1981-1985   |
| 5  |      | Kamel Boulahia             | 1991-2000   |
| 6  |      | Olivier Nonnon             | 2000-2001   |
| 7  | /    | Tim Bernet / David Meuwsen | 2001-2003   |
| 8  |      | Didier Zumbach             | 2003-2004   |
| 9  |      | Xavier Petit               | 2004-2005   |
| 10 |      | Michelle Mitchell (en)     | 2005-2007   |
| 11 |      | David Smith                | 2007-2008   |
| 12 |      | Nicolas Chambet            | 2008-2011   |
| 13 |      | Pierre-Emmanuel Coppin     | 2011-2017   |
| 14 |      | Xavier Santolaria          | 2017-2020   |
| 15 |      | Mathieu Michaud            | 2020-2023   |
| 16 |      | Liam Koorey                | 2023-2025   |
| 17 |      | Frédéric Soyez             | Depuis 2025 |

| N° | Pays | Nom                     | Période     |
| -- | ---- | ----------------------- | ----------- |
| 1  |      | Jordan McKee            | 2010-2012   |
| 2  |      | Nicolas Chambet         | 2012-2013   |
| 3  |      | Marc Janssen            | 2013-2014   |
| 4  |      | Pierre-Emmanuel Coppin  | 2014        |
| 5  |      | Jurriaan Kloks          | 2015        |
| 6  |      | Xavier Santolaria       | 2015-2017   |
| 7  |      | Rakesh Stehlé           | 2017-2021   |
| 8  |      | Julien Danjou           | 2021-2023   |
| 9  |      | Mathieu Michaud         | 2023-2024   |
| 10 |      | Bas de van der Schueren | Depuis 2024 |

### Joueurs emblématiques

#### Hommes
- René Aeschbach

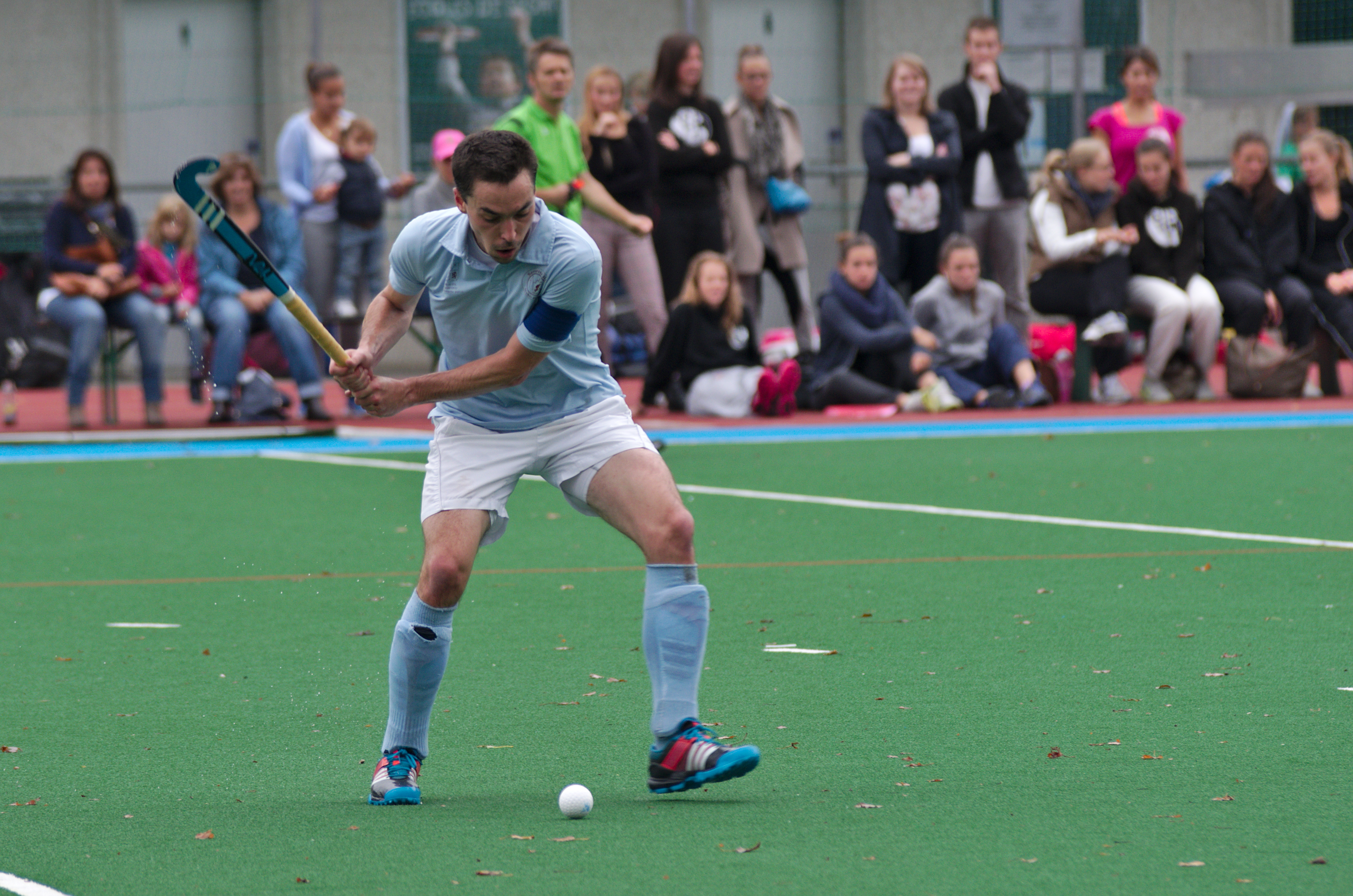
Laurent Neri, capitaine emblématique, lors d'un derby face aux Black Boys en 2014.

- Jean-Jacques Auberson (1911-1933)
- Arnaud Becuwe (2013-2019)
- Grégory Bernet (2009-2019)
- Philippe Bernhard (1996-2016)
- Georges Burgat
- Christian Cavallet (2002-2004)
- Stefano Cometta
- Grégoire Conne (1999-2016)
- Jean-François Cottier
- Paulo David (1979-1994)
- Eric Doelker
- Reto Droll (1981-1983)
- Juane Garreta (2014-2017)
- Henry Geinoz (1924-1929)
- Dimitri Gisin (1998-2015)
- Matthieu Gisin (1998-2015)
- Nicolas Gisin
- Thierry Grandchamp (2004-2008)
- Christian Grobet (1960-1970)
- Jérôme Hayoz (2000-2006, 2010-2014, 2017-2019)
- Julien Leblond (2005-2011)
- Charles Légeret (????-1933)
- Iain Mackay (en) (2018-2019)
- Benjamin Martin (en) (2009-2010)
- Philippe Maunoir (1975-????)
- David Meuwsen (2001-2011)
- Laurent Neri (2000-2020)
- John O’Keefe (1979-1981)
- Roland Olivier
- René Pellarin (????-1931)
- Bertrand Peny (2006-2011)
- Jean-Charles Rey (1959-????)
- Iain Smythe (en) (2005-2006)
- Dimitri Spillmann
- Nicolas Stehlé (2005-2011)
- Pierre Vaschalde (1979-1981)
- Raymond Walther (196x-1980)
- Roger Zanetti
- Pascal Zimmermann (2001-2020)
- Thierry Zumbach (1988-1990)

#### Femmes
- Geneviève Misteli
- Petra Schaedler (1971-1981)

##### Distinctions Individuelles
| Meilleures buteuses                                                                     |
| --------------------------------------------------------------------------------------- |
| Meilleure buteuse de ligue nationale A - Maria Soledad Contardi Medina : 2025 (10 buts) |

## Dans la culture populaire

### Rivalités

#### Le derby genevois

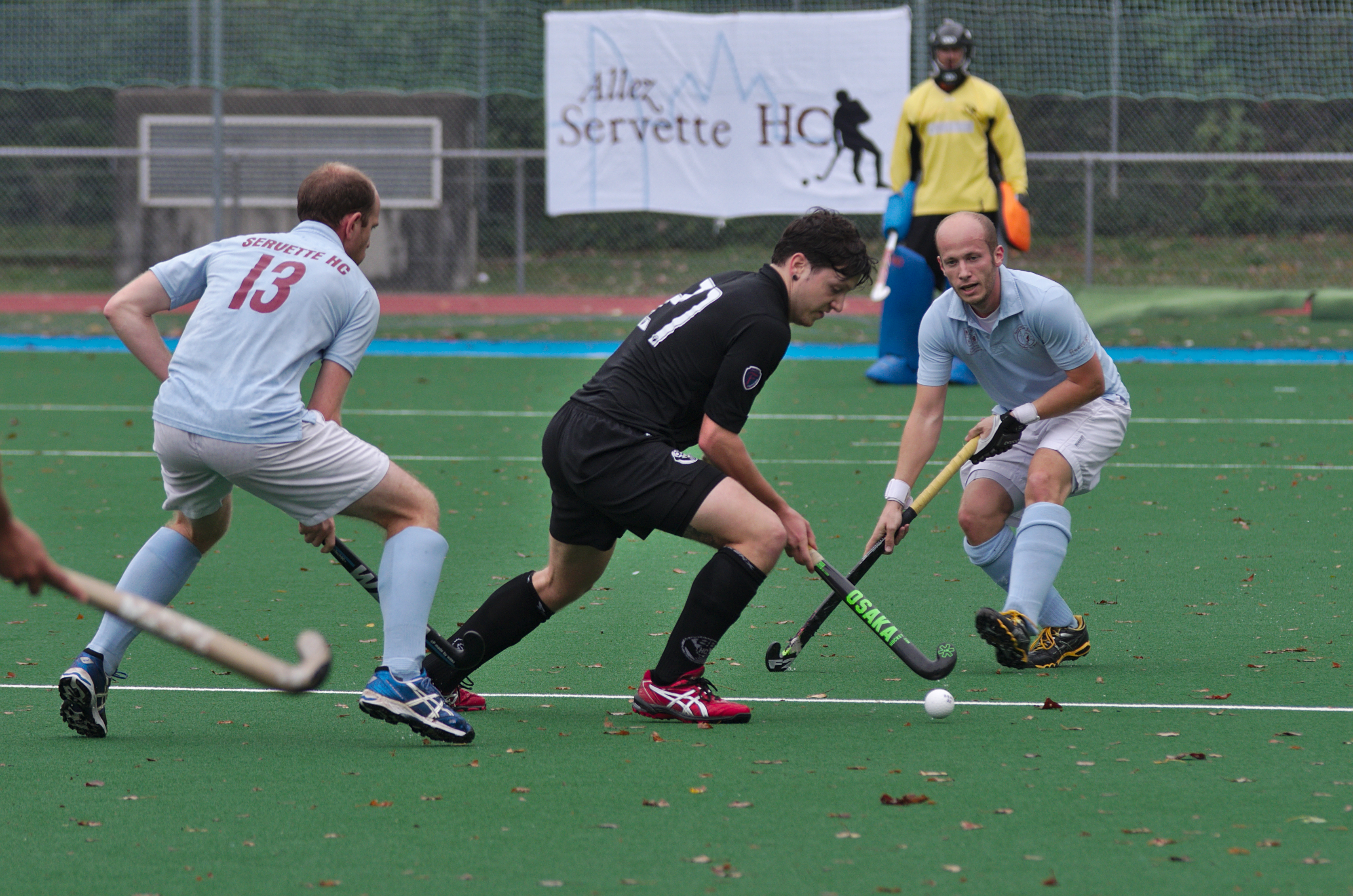
Philippe Bernhard (13) et Matthieu Gisin lors d'un derby face aux Black Boys en 2014.

Le club entretient des rivalités de longue date avec certains clubs, notamment le Black Boys HC (les deux clubs s'affrontant lors des fameux «derby genevois»). Le club possède aussi des rivalités avec le Stade Lausanne.